# Greatest Hits 1970-2002
Greatest Hits 1970–2002 är ett samlingsalbum av Elton John med låtar från 1970–2002. Albumet gavs ut i tre stycken CD-skivor. Det finns två versioner av albumet, en Amerikansk och en Brittisk. Albumet släpptes 11 november 2002.

## Låtlista
Alla låtar är skrivna av Elton John om inget annat namn anges.

### Brittiska versionen
Skiva 1
1. Your Song
2. Tiny Dancer
3. Honky Cat
4. Rocket Man (I Think It's Going to Be a Long, Long Time)
5. Crocodile Rock
6. Daniel
7. Saturday Night's Alright for Fighting
8. Goodbye Yellow Brick Road
9. Candle in the Wind
10. Bennie and the Jets
11. Don't Let the Sun Go Down on Me
12. The Bitch Is Back
13. Philadelphia Freedom
14. Someone Saved My Life Tonight
15. Island Girl
16. Don't Go Breaking My Heart (med Kiki Dee)
17. Sorry Seems to Be the Hardest Word

Skiva 2
1. Blue Eyes
2. I'm Still Standing
3. I Guess That's Why They Call it the Blues
4. Sad Songs (Say So Much)
5. Nikita
6. Sacriface
7. The One
8. Kiss the Bird
9. Can You Feel the Love Tonight
10. Circle of Life
11. Believe
12. Made in England
13. Something About the Way You Look Tonight
14. Written in the Stars (med LeAnn Rimes)
15. I Want Love
16. This Train Don't Stop There Anymore
17. Song for Guy

Skiva 3
1. Levon
2. Border Song
3. Lucy In The Sky With Diamonds (John Lennon/Paul McCartney)
4. Pinball Wizard
5. True Love (med Kiki Dee)
6. Live Like Horses (med Luciano Pavarotti)
7. I Don't Wanna Go On with You Like
8. Don't Let the Sun Go Down on Me (med George Michael)
9. Your Song (med Alessandro Safina)

Tid: 2 tim. 36 min. 46 sek.